# راندال بالمر
راندال بالمر (بالإنجليزية: Randall Balmer)‏ هو كاهن أنجليكاني أمريكي، ولد في 22 أكتوبر 1954 في شيكاغو في الولايات المتحدة.

## وصلات خارجية
- راندال بالمر على موقع IMDb (الإنجليزية)
- راندال بالمر على موقع قاعدة بيانات الفيلم (الإنجليزية)